# WordPress.com
WordPress.com és una plataforma per a la creació de blogs. Utilitza WordPress, el sistema de gestió de continguts de programari lliure. És propietat d'Automattic.
No requereix cap mena de registre per llegir o comentar en els blogs allotjats en el lloc, llevat que així ho decideixi el propietari. El registre només és obligatori per crear blogs i publicar articles, i és gratuït en la seva versió bàsica. Algunes característiques avançades són de pagament a través del seu servei VIP, com el mapeig de dominis, l'edició de CSS, l'eliminació d'anuncis i l'augment de l'espai d'emmagatzematge.
Hi ha prop de 60 milions de llocs a WordPress.com, que reben més de 100 milions de visites diàries. Cada dia es publiquen més d'un milió de nous articles i més d'un milió de comentaris. Alguns dels clients notables de Wordpress.com són CNN, CBS, BBC, Reuters, Sony o Volkswagen.